# Karl Janssen (Bildhauer)
Karl Ludwig Rudolf Janssen, auch Carl Janssen (* 29. Mai 1855 in Düsseldorf; † 2. Dezember 1927 ebenda), war ein deutscher Bildhauer und Hochschullehrer.

## Leben
Karl Janssen stammte aus einer Künstlerfamilie. Sein Vater Theodor Janssen war Kupferstecher, sein Bruder Peter war Maler, sein Bruder Theodor Architekt. Bei seinem Vater bekam Karl Janssen erste Unterweisungen in den Künstlerberuf. Von 1872 bis 1881 studierte er an der Kunstakademie Düsseldorf bei August Wittig. 1878 gewann er ein Rom-Stipendium; die Reise trat er aber erst 1881 an und blieb bis 1884 in Italien, um sich dort weiterzubilden. Sein erstes bedeutenderes Werk war die 1883 entstandene die Büste des Unternehmers Albert Poensgen (1883) für dessen Grabmal auf dem Düsseldorfer Nordfriedhof. 1884 wurde er zusammen mit dem Bildhauer Josef Tüshaus (1851–1901), den er 1874 an der Kunstakademie kennengelernt hatte, beauftragt, für den Besuch Kaiser Wilhelm I. in Düsseldorf die Plastik Vater Rhein und seine Töchter zu schaffen, die den Düsseldorfern so gut gefiel, dass die beiden zwölf Jahre später – also 1897 – beauftragt wurden, eine dauerhafte Fassung in Bronze und Granit als Brunnen auszuführen. Ein Jahr zuvor hatte er den Auftrag für das Reiterstandbild des Düsseldorfer Kaiser-Wilhelm-Denkmals ebenfalls zur allgemeinen Zufriedenheit erfüllt.
Nach dem Ersten Weltkrieg schuf Karl Janssen für die Chemieunternehmer-Familie Henkel ein Kriegerdenkmal, das an die gefallenen Mitarbeiter erinnern sollte und auf dem Werksgelände in Düsseldorf-Holthausen aufgestellt wurde. Sein letztes bedeutenderes Werk war 1925 die Skulptur „Der Schlaf“ für das Mausoleum der Familie Henkel auf dem Nordfriedhof, wo noch weitere seiner Werke die Zeit überdauert haben.
Karl Janssen wurde zum Professor ernannt und übernahm 1895 den Lehrstuhl von August Wittig an der Kunstakademie Düsseldorf. Er gilt als ein charakteristischer Vertreter des Neubarocks im Rheinland. Bekannte Janssen-Schüler waren:
- Ernst Barlach
- Heinrich Baucke
- Frédéric Coubillier
- Arnold Frische
- Bernhard Hoetger
- Joseph Hammerschmidt
- Wilhelm Lehmbruck
- Franz Linden
- Carl Müller
- Heinz Müller
- Josef Pallenberg
- Albert Pehle
- Milly Steger
- Toni Stockheim
- Wilhelm Martini
- Rudolf Zieseniss

## Familie

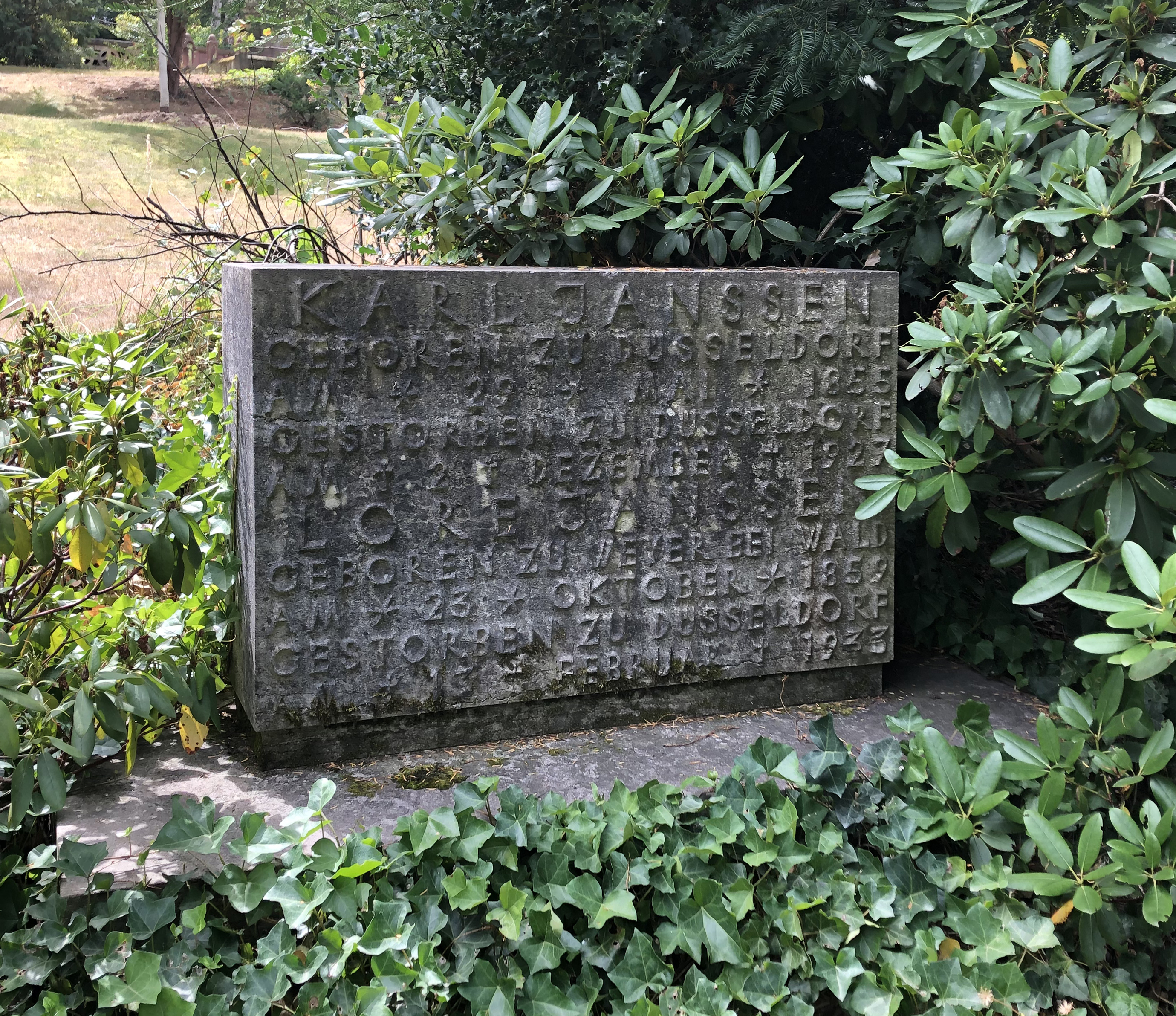
Grabstätte von Karl und Lore Janssen auf dem Nordfriedhof (2019)

Karl Janssen heiratete am 27. September 1887 in Düsseldorf Lore Putsch (1859–1933). Der Sohn Sigurd Janssen wurde Pharmakologe, die Tochter Gerda (1888–1966) war Ehefrau des Unternehmers Hugo Henkel.

## Werke
| Werk                                                              | Bild                     | Datierung        | Standort | Weitere Informationen |
| ----------------------------------------------------------------- | ------------------------ | ---------------- | --- | --- |
| Antigone, Polyneikes die Grabesweihe spendend                     |                          | 1877/1878        | | Studienarbeit |
| Justitia, Rathaussaal Erfurt                                      | siehe janssenart.de      | 1880/1981        | | |
| Fortitudo, Rathaussaal Erfurt                                     | janssenart.de            | 1881             | | |
| Grabmal für Albert Poensgen                                       | siehe auch janssenart.de | 1883             | Nordfriedhof Düsseldorf | |
| Grabmal der Familie Tielsch                                       |                          | 1885             | Hauptfriedhof in Waldenburg (Schlesien), heute Wałbrzych | |
| Skulpturengruppe „Vater Rhein und seine Töchter“ (erste Fassung)  |                          | 1884             | Düsseldorf, im Treppenhaus des Provinzialständehauses | in Zusammenarbeit mit dem Bildhauer Josef Tüshaus als Festdekoration aus Gips für den Besuch Kaiser Wilhelms I. nicht erhalten |
| Reiterstandbild für das Düsseldorfer Kaiser-Wilhelm-Denkmal       |                          | 18. Oktober 1896 | 1) Alleestraße, heutige Heinrich-Heine-Allee, Kreuzung Elberfelder Straße 2) Berliner Allee, Platz der Deutschen Einheit 3) vor dem Justizministerium am Martin-Luther-Platz | |
| Skulpturengruppe „Vater Rhein und seine Töchter“ (zweite Fassung) |                          | 7. März 1897     | Düsseldorf, am Kaiserteich vor dem Provinzialständehaus | als Brunnenplastik, in Zusammenarbeit mit Josef Tüshaus ohne Widmungsinschrift erhalten |
| Relief am Grabmal für Benjamin Vautier                            |                          | 1898             | seit 2004 auf dem Friedhof Düsseldorf-Unterrath | Grabrelief „Die trauernde Malerei und der Genius der Unsterblichkeit, den Tod vertreibend“ in Form eines Kreuzes, errichtet 1898 auf dem Nordfriedhof (siehe Bildquelle Funkengrafik auf janssenart.de); Das komplette Grabmal wurde 2004 auf den Friedhof Düsseldorf-Unterrath transloziert. An Stelle der Inschrift „Benjamin Vautier“ nun „Schulten“ (Name der Familie, die die Grabmalpatenschaft übernommen hat) |
| Grabmal Oelbermann                                                |                          | um 1897          | Melaten-Friedhof in Köln (MA an Flur 70) | im Auftrag von Laura von Oelbermann nach dem Tod ihres Mannes Emil Oelbermann (1897); im Zweiten Weltkrieg teilzerstört; 2009 umfassend instand gesetzt |
| Relief „Heilung des fallsüchtigen Knaben“                         |                          | 1898             | Zionskirche in Bielefeld-Gadderbaum | im Bogenfeld über dem Ausgang unter der Orgelempore |
| Brunnen mit Zentaurengruppe                                       |                          | vor 1902         | Düsseldorf | „Auf der Industrie- und Gewerbeausstellung Düsseldorf 1902 bildete neben dem Kunstpalast das Bauwerk des Betonvereins die einzige Anlage, deren dauerndes Bestehen als Schmuck der künftigen, als Verlängerung des Hofgartens beabsichtigten Rheinanlage vorgesehen war. Imponierend lagerte sich der Anlage von der Ausstellungsseite her die mächtige Fontäne vor mit der in riesigen Dimensionen gehaltenen lebensvollen Centaurengruppe. Diese vielbestaunte Gruppe wurde nach dem Modell von Professor Carl Jansen, Düsseldorf, von der Ulmer Firma E. Schwenk in kürzester Zeit aus einem Stück hergestellt. Der hohle Kern bestand aus Beton auf dem ein Mantel aus einer sandsteinähnlichen Betonmischung aufgebracht und so ein Werk geschaffen wurde, das bei bedeutend geringeren Schwierigkeiten und Kosten gegenüber einer Ausführung in echtem Stein sowohl die Wetterbeständigkeit des letzteren, als auch das künstlerische Ansehen im vollkommensten Maße besaß. Die Figurengruppe stellte in packender, wuchtiger Bewegungstreue den gigantischen Kampf zwischen einem Gewimmel riesenhafter Schlangenungetüme, die sich zwischen Felsblöcken aus dem Wasser hervordrängten, und einem Centaurenpaare dar. Die gewaltigste der Bestien wand sich unter den kraftvollen Armen des männlichen Centauren, während das Weib zu Fall gekommen war und von dem Schuppenkörper erdrückt zu werden drohte. Der aus dem Rachen des großen Ungetüms emporgeschleuderte Wasserstrahl erhöhte die lebendige Gesamtwirkung. Da auch die übrigen Schlangen als Wasserspeier dienten, verband sich das alles überspringende spritzende Wasser mit dem plastischen Kunstakt zu einer lebhaften, naturwahren Gruppe mit allen Qualitäten eines echten Kunstwerks.“ |
| Skulptur „Steinklopferin“                                         |                          | 1902             | Düsseldorf | |
| Skulptur „Steinklopferin“                                         |                          | 1902             | Berlin, Nationalgalerie | |
| Skulptur „Steinklopferin“                                         |                          | 1902             | Brandenburg/Havel, Theaterpark | Texttafel an der Skulptur: „Abguss der Plastik. Im Zweiten Weltkrieg wegen der Luftkriegsgefahr an die Stadt Brandenburg an der Havel ausgeliehen, kehrt das Original im Jahre 2006 wieder auf die Berliner Museumsinsel zurück. Im Oktober 2007 konnte ein Abguss der beliebten Plastik wieder aufgestellt werden.“ |
| Relief „Die Parzen“                                               |                          | 1907             | Deutsch-Nationale Kunstausstellung Düsseldorf 1907 | Karl Janssen hat außer einem kleinen Marmorrelief mit weiblichem Akt ein großes Parzenrelief gebracht (s.d. Titelbild) des Monatsheft für freie und angewandte Kunst. |
| Büste Ludwig Holle                                                |                          | 1911             | Berlin, Nationalgalerie | bis 1945 im kriegszerstörten preußischen Kultusministerium |
| Grabmal für Ludwig Holle                                          |                          | 1911             | Dortmund, Ostenfriedhof | |
| Skulptur „Der Schlaf“ für das Grabmal der Familie Henkel          |                          | 1906             | Nordfriedhof Düsseldorf | Architekt des Grabmals: Walter Furthmann |
| Skulptur „Die Wanderin“                                           | janssenart.de            | ??               | | Privatsammlung |
| Bronzebüste für das Grabmal des Schriftstellers Friedrich Roeber  |                          | 1903             | Nordfriedhof Düsseldorf | |
| Skulptur „Hockeyspielerin“                                        | artnet.de                | undatiert        | Statuette | |
| Skulptur eines trauernden Engels am Grabmal für Andreas Achenbach |                          | um 1910          | Nordfriedhof Düsseldorf | |
| Supraporte im Stadtpalais der Familie Henkel                      |                          | 1911             | Düsseldorf, Malkastenstraße 15 | Auf dem Architrav des Portals beugen sich drei mit Blütengirlanden spielende Putten aus Muschelkalk dem Besucher zu. |
| Skulptur „Wissenschaft“                                           |                          | 1921             | Feldmühleplatz, Düsseldorf-Oberkassel | Die Schmuckplastiken „Wissenschaft“ und „Mut“ (vernichtet) standen ursprünglich im Rheinpark vor dem alten Kunstpalast. |